# Johann Valett

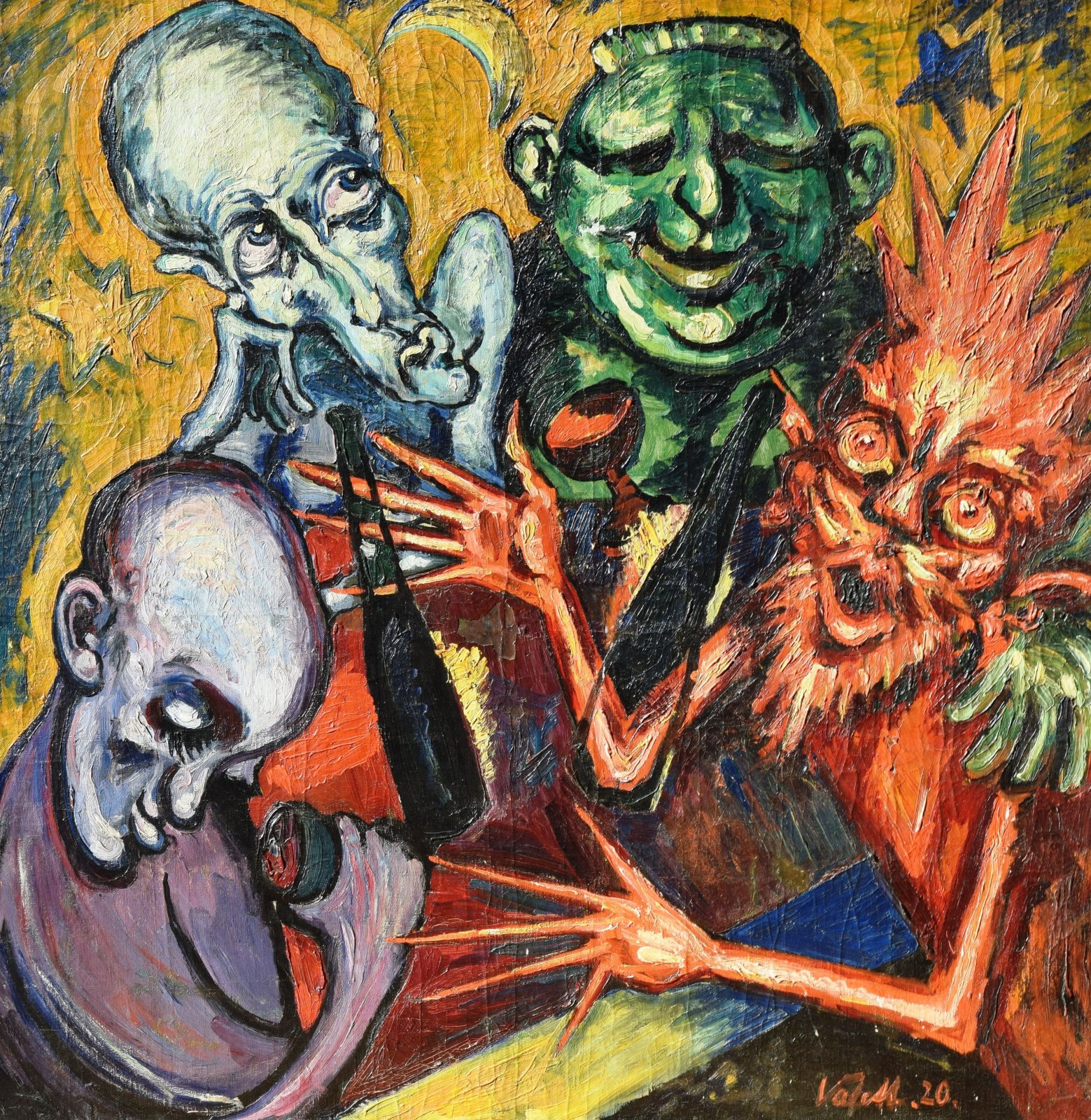
Weinselige Runde mit vier Männern, wohl mit Selbstbildnis

Johann Valett (* 8. Juli 1888 in Hamburg; † 27. Juni 1937 in Glückstadt) war ein deutscher Maler, Zeichner und Grafiker.

## Leben
Nach dem Abschluss der Hamburger Oberrealschule Holstentor war Valett von Ostern 1904 bis Herbst 1906 Zeichenlehrling bei der Kunstgewerblichen Werkstatt von Georg Hulbe. Von Januar 1907 bis Sommer 1907 studierte er an der Gewerbeschule München.
Ab dem 30. Oktober 1907 studierte er an der Königlichen Akademie der Künste in München bei Karl Raupp. Von 1908 bis 1910 setzte er das Studium an der Großherzoglich-Sächsischen Kunstschule Weimar bei Fritz Mackensen und Hans Olde fort.
Von 1910 bis 1911 diente er als Einjährig-Freiwilliger beim Füsilier-Regiment „Königin“ (Schleswig-Holsteinisches) Nr. 86 in  Flensburg. Nach dem Militärdienst war er 1912 kurz in Weimar ansässig und war dann bis 1913 Meisterschüler bei Hans Olde an der Kunstakademie Kassel, danach war er als freischaffender Künstler wieder in Weimar ansässig. 
Nach dem Ausbruch des Ersten Weltkriegs wurde er zum Kriegsdienst einberufen. Am 2. Oktober 1914 erhielt er als erster Hamburger das Eiserne Kreuz II. Klasse. 
Im April 1916 heiratete er in Weimar Gertrude von Heyne. 
Nach dem Ersten Weltkrieg wechselte er mehrmals seinen Wohnort: von 1918 bis 1920 wohnte er in Weimar, von 1920 bis 1922 in Berlin, 1922 einige Monate in Heringsdorf, dann bis 1924 in Rastow, 1924 bis 1925 erneut in Weimar, von 1925 bis 1926 in Frankenhain in Thüringen, von 1926 bis 1928 in Kiel, ab 1928 in Altona, ab 1934 erneut in Berlin.
Er zeigte seine Werke 1913 auf der „Kunstausstellung zur Tausendjahrfeier der Residenzstadt Cassel“, 1919 auf der Ausstellung „Gemälde und Skulpturen Weimarischer Künstler Gruppe II“, 1925 auf der „4. Thüringer Kunstausstellung“ (Weimar), 1929 auf der Ausstellung des Altonaer Künstlervereins, 1931 auf der Ausstellung in der Hamburger Kunsthalle. 
Valett war Mitglied der Hamburgischen Künstlerschaft. 
Seine Werke befinden sich u. a. im Schleswig-Holsteinischen Landesmuseum Schloss Gottorf und in der Hamburger Laeiszhalle (Bildnis des Pianisten Julius Spengel). Das Detlefsen-Museum in Glückstadt widmete ihm 2019 eine Ausstellung.